# Chiesa di San Francesco (Pitigliano)
La chiesa di San Francesco è un edificio religioso situato a Pitigliano. La sua ubicazione è fuori delle mura, sul Poggio Strozzoni, alcune centinaia di metri a nord del centro storico. La chiesa è parte integrante del vicino convento di San Francesco e, nell'insieme, il complesso risulta ben visibile al km 1 della strada provinciale pitiglianese, che costituisce il prolungamento di viale San Francesco.

## Storia
La chiesa fu costruita a partire dal 1512 su progetto di Antonio da Sangallo il Giovane, che ricevette l'incarico direttamente da Ludovico Orsini, che all'epoca era a capo della Contea di Pitigliano. Oltre alla chiesa, veniva costruito anche il vicino convento francescano, per dare una nuova e definitiva sede ai frati dell'ordine, dopo che avevano lasciato l'originaria struttura conventuale situata nell'area di Palazzo Orsini per permettere i lavori di ampliamento del complesso monumentale fortificato: la sede presso il santuario della Madonna delle Grazie non era infatti sufficientemente ampia per rispondere alle esigenze dei frati.
Ultimati i lavori, l'edificio religioso rimase a disposizione dell'ordine per lunghissimo tempo, venendovi celebrate varie funzioni religiose.
Nonostante il pregio architettonico e il prestigio assunto dalla chiesa, nel 1911 si verificò un incendio, di cui non furono accertate con precisione le cause, che comportò gravissimi ed ingenti danni all'intera chiesa, che da allora venne praticamente abbandonata.
Negli anni settanta ci fu un parziale restauro per la messa in sicurezza dell'edificio.

## Descrizione
La chiesa di San Francesco si presenta sotto forma di imponenti ruderi a seguito del terribile incendio che la semidistrusse nel 1911. Nonostante i gravissimi danni subiti ed il conseguente abbandono, risulta ancora ben leggibile la struttura architettonica, all'interno della quale si sono mantenuti anche alcuni pregevoli elementi decorativi, seppur bisognosi di restauro.
Le pareti esterne risultano rivestite in pietra e tufo, mentre quelle interne sono prevalentemente intonacate. L'interno della chiesa, a navata unica, è suddiviso in varie cappelle laterali di forma poligonale, riconoscibili anche guardando le strutture murarie del complesso dall'esterno. Risultano discretamente conservati gli altari e gli elementi decorativi che li caratterizzano, dove appare evidente lo stile tipico manierista.
Alcuni timpani, che decorano l'area retrostante degli altari, includono al loro interno stemmi degli Orsini, oltre che dei loro predecessori Aldobrandeschi.